# Charles Lwanga
Charles Lwanga, född 1 januari 1860 i Bulimu, Uganda, död 3 juni 1886 i Namugongo, var en ugandisk katolsk kateket som led martyrdöden för att han vägrade att avsvärja sig sin kristna tro. Tillsammans med tjugoen följeslagare brändes han på bål den 3 juni 1886.
Lwanga var tjänare vid kung Mwanga II:s hov. Under 1880-talet konverterade många ugandier till kristendomen, och kungen beordrade de nyligen döpta att överge sin nyvunna tro. Mwanga lät tortera och döda dem som vägrade att förneka Jesus Kristus. Charles Lwanga döpte flera ugandier i hemlighet och när detta kom till kungens kännedom lät denne avrätta Lwanga och hans trosbröder. Vad som särskilt skall ha väckt Mwangas vrede var martyrernas vägran att delta i homosexuella handlingar.
De tjugotvå ugandiska martyrerna helgonförklarades av påve Paulus VI den 18 oktober 1964.

## De ugandiska martyrerna
- Achileo Kiwanuka
- Adolofu Mukasa Ludigo
- Ambrosio Kibuuka
- Anatoli Kiriggwajjo
- Anderea Kaggwa
- Antanansio Bazzekuketta
- Bruno Sserunkuuma
- Charles Lwanga
- Denis Ssebuggwawo
- Gonzaga Gonza
- Gyavire
- James Buzabaliao
- John Maria Muzeyi
- Joseph Mukasa
- Kizito
- Lukka Baanabakintu
- Matiya Mulumba
- Mbaga Tuzinde
- Mugagga
- Mukasa Kiriwawanvu
- Nowa Mawaggali
- Ponsiano Ngondwe

## Bilder

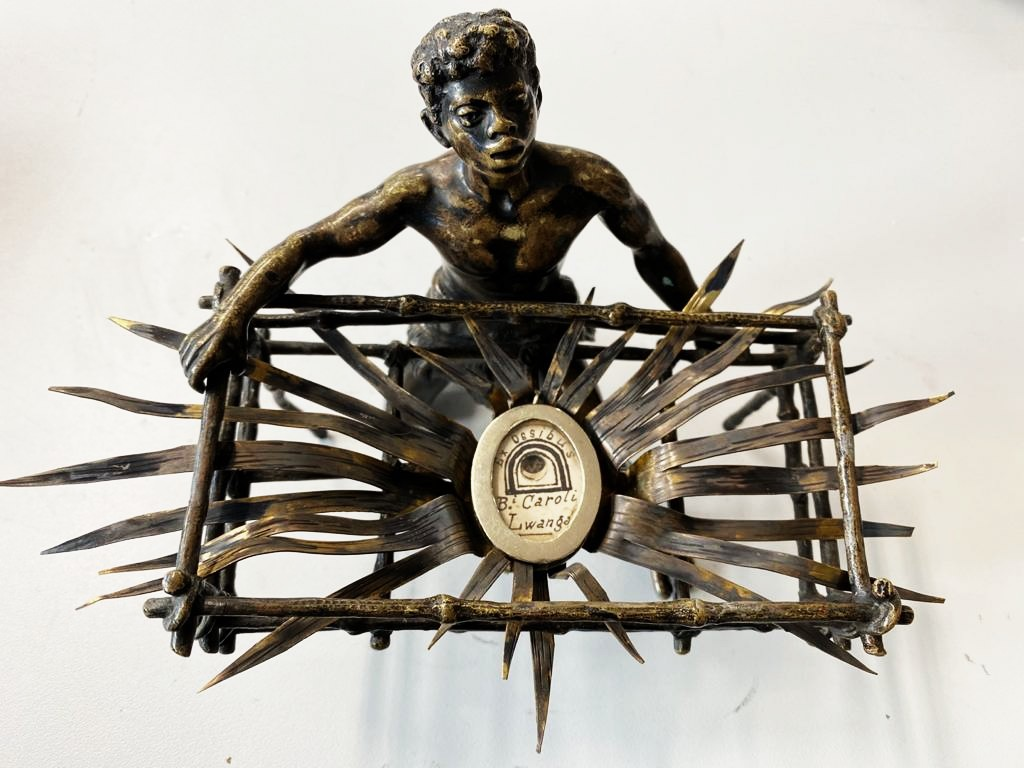
Bronsrelikvarium med ett benfragment av den helige Charles Lwanga.